# Gaidropsarus argentatus
A Gaidropsarus argentatus a csontos halak (Osteichthyes) főosztályának a sugarasúszójú halak (Actinopterygii) osztályába, ezen belül a tőkehalalakúak (Gadiformes) rendjébe és a Lotidae családjába tartozó faj.

## Előfordulása
A Gaidropsarus argentatus elterjedési területe az Észak-Atlanti-óceánban van, Nunavuttól és Grönland déli részétől kezdve, Izlandon, Feröeren és Shetlandon keresztül Norvégia északi részéig.

## Megjelenése
A hal legfeljebb 35 centiméter hosszú.

## Életmódja
A Gaidropsarus argentatus mélytengeri hal, amely 150-2260 méteres mélységekben él, azonban a legtöbbször, csak 400 méter mélyben tartózkodik. Nem vándorol. A 0 Celsius-fokos, vagy az ennél is hidegebb vizeket kedveli. A kavicsos, homokos, iszapos és törmelékes tengerfenékeket részesíti előnyben. Tápláléka tízlábú rákok (Decapoda), felemáslábú rákok (Amphipoda) és krillek. Néha halakat is zsákmányol.

## Felhasználása
Ezt a halat ipari mértékben halásszák.